# Riverland (Minnesota)
Riverland es un lugar designado por el censo ubicado en el condado de Mahnomen, Minnesota, Estados Unidos. Según el censo de 2020, tiene una población de 293 habitantes.

## Geografía
Riverland se encuentra ubicado en las coordenadas 47°19′22″N 95°57′4″O / 47.32278, -95.95111. Según la Oficina del Censo de los Estados Unidos, tiene una superficie total de 0.56 km², correspondientes en su totalidad a tierra firme.

## Demografía
Según el censo de 2020, hay 293 personas residiendo en Riverland. La densidad de población es de 519,1 hab./km². El 2.7% son blancos, el 84.6% eran amerindios, el 1% son de otras razas y el 11.6% son de dos o más razas. Del total de la población el 7.2% son hispanos o latinos de cualquier raza.